# Click (bài hát của ClariS)
"Click" là một bài hát nhạc pop do bộ đôi người Nhật ClariS trình bày, sáng tác bởi Kz. Nó được SME Records phát hành như là đơn vị đĩa đơn thứ chín vào ngày 29 tháng 1 năm 2014. Bài hát được sử dụng làm bài hát mở đầu trên loạt phim anime năm 2014 Nisekoi. Một video âm nhạc được sản xuất cho "Click" do Jungo đạo diễn. Đĩa đơn đứng ở vị trí thứ 7 trên bảng xếp hạng đĩa đơn Oricon hàng tuần của Nhật Bản.

## Thành phần
"Click" là một bài hát Synth-pop với nhạc hòa tấu từ một synthesizer. Nó được đặt trong thời gian chung và di chuyển ở một nhịp độ 135 nhịp mỗi phút trong điệu tính si giáng trưởng xuyên suốt bài hát. Phần mở đầu bắt đầu với âm nhạc tổng hợp đi kèm giọng hát của ClariS, và dùng bridge để chuyển sang lời đầu, theo sau điệp khúc. Sau lần bridge khác, mô hình này được lặp lại cho câu thứ hai và điệp khúc có cùng một âm nhạc với lời khác nhau. Một lệnh ngắt được dùng để chuyển sang lời ba, ngay sau đó là một câu lời tư ngắn. Điệp khúc được sử dụng làm phần kết, và một phần coda được dùng để kết thúc bài hát.

## Phát hành và tiếp nhận
"Click" được phát hành trong một ấn bản thông thường và hai ấn bản giới hạn vào ngày 29 tháng 1 năm 2014 dưới dạng đĩa CD của SME Records tại Nhật Bản. Một trong các ấn bản giới hạn được đóng gói với tác phẩm Nisekoi và cũng chứa một phiên bản ngắn của "Click" thay vì phiên bản instrumental. Phiên bản giới hạn khác đi kèm với một đĩa DVD chứa video ca nhạc của "Click". Bài hát đạt vị trí thứ 7 trên bảng xếp hạng đĩa đơn Oricon hàng tuần của Nhật Bản và giữ vị trí trong 16 tuần. "Click" ra mắt và đạt xếp hạng cao nhất trên Billboard ở vị trí 11.

## Danh sách track
| STT              | Nhan đề                    | Phổ lời          | Phổ nhạc         | Biên khúc        | Thời lượng |
| ---------------- | -------------------------- | ---------------- | ---------------- | ---------------- | ---------- |
| 1.               | "Click"                    | Kz               | Kz               | Kz               | 4:32       |
| 2.               | "Shirushi" (シルシ Symbol) | Kadono Toshikazu | Kadono Toshikazu | Kadono Toshikazu | 3:53       |
| 3.               | "Next To You"              | Ida Manabu       | Ida Manabu       | Yuasa Atsushi    | 4:50       |
| 4.               | "Click (Khí nhạc)"         |                  | Kz               | Kz               | 4:32       |
| Tổng thời lượng: | Tổng thời lượng:           | Tổng thời lượng: | Tổng thời lượng: | Tổng thời lượng: | 17:48      |

| Bản giới hạn Nisekoi | Bản giới hạn Nisekoi       | Bản giới hạn Nisekoi | Bản giới hạn Nisekoi | Bản giới hạn Nisekoi | Bản giới hạn Nisekoi |
| STT                  | Nhan đề                    | Phổ lời              | Phổ nhạc             | Biên khúc            | Thời lượng           |
| -------------------- | -------------------------- | -------------------- | -------------------- | -------------------- | -------------------- |
| 1.                   | "Click"                    | Kz                   | Kz                   | Kz                   | 4:32                 |
| 2.                   | "Shirushi" (シルシ Symbol) | Kadono Toshikazu     | Kadono Toshikazu     | Kadono Toshikazu     | 3:53                 |
| 3.                   | "Next To You"              | Ida Manabu           | Ida Manabu           | Yuasa Atsushi        | 4:50                 |
| 4.                   | "Click (TV Mix)"           | Kz                   | Kz                   | Kz                   | 1:30                 |
| Tổng thời lượng:     | Tổng thời lượng:           | Tổng thời lượng:     | Tổng thời lượng:     | Tổng thời lượng:     | 14:47                |

| DVD | DVD                     | DVD        |
| STT | Nhan đề                 | Thời lượng |
| --- | ----------------------- | ---------- |
| 1.  | "Click" (Video âm nhạc) | 4:32       |

## Tín dụng
ClariS
- Clara – ca sĩ
- Alice – ca sĩ

Sản xuất
- Takashi Koiwa – mixer
- Yuji Chinone – mastering
- Tatsuo Murai – nghệ thuật, thiết kế

## Biểu đồ
| Chart (2014)                      | Xếp hạng cao nhất |
| --------------------------------- | ----------------- |
| Japan Billboard Japan Hot 100     | 11                |
| Đĩa đơn Oricon Nhật Bản hàng tuần | 7                 |